# Afrique du Sud aux Jeux olympiques d'été de 2020
L'Afrique du Sud participe aux Jeux olympiques de 2020 à Tokyo au Japon. Il s'agit de sa 20e participation à des Jeux d'été.

## Médaillés
| Sport    | Discipline          | Athlète(s)          | Performance      | Date       |
| -------- | ------------------- | ------------------- | ---------------- | ---------- |
| Natation | 200 m brasse femmes | Tatjana Schoenmaker | 2 min 18 s 95 WR | 30 juillet |

| Sport    | Discipline           | Athlète(s)          | Performance  | Date       |
| -------- | -------------------- | ------------------- | ------------ | ---------- |
| Natation | 100 m brasse femmes  | Tatjana Schoenmaker | 1 min 5 s 22 | 27 juillet |
| Surf     | Compétition féminine | Bianca Buitendag    | 8,46 points  | 27 juillet |

| Sport    |   |   |   | Total |
| -------- | - | - | - | ----- |
| Natation | 1 | 1 | 0 | 2     |
| Surf     | 0 | 1 | 0 | 1     |
| Total    | 1 | 2 | 0 | 3     |

| Jour       |   |   |   | Total |
| ---------- | - | - | - | ----- |
| 27 juillet | 0 | 2 | 0 | 2     |
| 30 juillet | 1 | 0 | 0 | 1     |
| Total      | 1 | 2 | 0 | 3     |

| Sexe   |   |   |   | Total |
| ------ | - | - | - | ----- |
| Femmes | 1 | 2 | 0 | 3     |
| Hommes | 0 | 0 | 0 | 0     |
| Mixte  | 0 | 0 | 0 | 0     |
| Total  | 1 | 2 | 0 | 3     |

## Athlètes engagés
| Sport                 | Hommes | Femmes | Total |
| --------------------- | ------ | ------ | ----- |
| Athlétisme            | 25     | 5      | 30    |
| Aviron                | 6      | 0      | 6     |
| Cyclisme              | 7      | 4      | 11    |
| Équitation            | 0      | 1      | 1     |
| Escalade              | 1      | 1      | 2     |
| Football              | 19     | 0      | 19    |
| Golf                  | 2      | 0      | 2     |
| Gymnastique           | 0      | 2      | 2     |
| Hockey sur gazon      | 16     | 16     | 32    |
| Judo                  | 0      | 1      | 1     |
| Natation              | 7      | 8      | 15    |
| Natation synchronisée | 0      | 2      | 2     |
| Plongeon              | 0      | 2      | 2     |
| Rugby à sept          | 13     | 0      | 13    |
| Skateboard            | 2      | 1      | 3     |
| Surf                  | 0      | 1      | 1     |
| Triathlon             | 1      | 2      | 3     |
| Voile                 | 3      | 0      | 3     |
| Water-polo            | 13     | 13     | 26    |
| Total                 | 116    | 60     | 176   |

## Résultats

### Athlétisme

#### Hommes
| Athlète                                                                               | Épreuve          | 1er tour       | 1er tour    | Demi-finale | Demi-finale | Finale          | Finale   |
| Athlète                                                                               | Épreuve          | Temps          | Rang        | Temps       | Rang        | Temps           | Rang     |
| ------------------------------------------------------------------------------------- | ---------------- | -------------- | ----------- | ----------- | ----------- | --------------- | -------- |
| Tlotliso Leotlela                                                                     | 100 m            | 10 s 4         | 1er         | 10 s 3      | 4e          | Éliminé         | Éliminé  |
| Shaun Maswanganyi                                                                     | 100 m            | 10 s 12        | 3e          | 10 s 10     | 6e          | Éliminé         | Éliminé  |
| Akani Simbine                                                                         | 100 m            | 10 s 8         | 1re         | 9 s 90      | 4e          | 9 s 93          | 4e       |
| Anaso Jobodwana                                                                       | 200 m            | 20 s 78        | 3e          | 20 s 88     | 8e          | Éliminé         | Éliminé  |
| Shaun Maswanganyi                                                                     | 200 m            | 20 s 58        | 2e          | 20 s 18     | 4e          | Éliminé         | Éliminé  |
| Clarence Munyai                                                                       | 200 m            | 20 s 49        | 4e          | 20 s 49     | 6e          | Éliminé         | Éliminé  |
| Zakithi Nene                                                                          | 400 m            | 45 s 75        | 5e          | Éliminé     | Éliminé     | Éliminé         | Éliminé  |
| Wayde van Niekerk                                                                     | 400 m            | 45 s 25        | 3e          | 45 s 14     | 5e          | Éliminé         | Éliminé  |
| Thapelo Phora                                                                         | 400 m            | 45 s 83        | 5e          | Éliminé     | Éliminé     | Éliminé         | Éliminé  |
| Lesiba Mashele                                                                        | 5 000 m          | 13 min 48 s 25 | 15e         | Non disputé | Non disputé | Éliminé         | Éliminé  |
| Antonio Alkana                                                                        | 110 m haies      | 13 s 55        | 6e          | Éliminé     | Éliminé     | Éliminé         | Éliminé  |
| Sokwakhana Zazini                                                                     | 400 m haies      | 49 s 51        | 3e          | 48 s 99     | 6e          | Éliminé         | Éliminé  |
| Tlotliso Leotlela Shaun Maswanganyi Clarence Munyai Galaletsang Ramorwa Akani Simbine | Relais 4 × 100 m | Abandon        | -           | Non disputé | Non disputé | Éliminés        | Éliminés |
| Ranti Dikgale Zakithi Nene Thapelo Phora Lythe Pillay Wayde van Niekerk               | Relais 4 × 400 m | 3 min 1 s 18   | 7e          | Non disputé | Non disputé | Éliminés        | Éliminés |
| Elroy Gelant                                                                          | Marathon         | Non disputé    | Non disputé | Non disputé | Non disputé | 2 h 16 min 43 s | 34e      |
| Desmond Mokgobu                                                                       | Marathon         | Non disputé    | Non disputé | Non disputé | Non disputé | Abandon         | -        |
| Stephen Mokoka                                                                        | Marathon         | Non disputé    | Non disputé | Non disputé | Non disputé | Abandon         | -        |
| Wayne Snyman                                                                          | 20 km marche     | Non disputé    | Non disputé | Non disputé | Non disputé | 1 h 24 min 33 s | 20e      |
| Marc Mundell                                                                          | 50 km marche     | Non disputé    | Non disputé | Non disputé | Non disputé | 4 h 14 min 37 s | 40e      |

| Athlètes         | Épreuve           | Qualification | Qualification | Finale      | Finale  |
| Athlètes         | Épreuve           | Performance   | Rang          | Performance | Rang    |
| ---------------- | ----------------- | ------------- | ------------- | ----------- | ------- |
| Cheswill Johnson | Saut en longueur  | NM            | NC            | Éliminé     | Éliminé |
| Rushwal Samaai   | Saut en longueur  | 7,74 m        | 22e           | Éliminé     | Éliminé |
| Kyle Blignaut    | Lancer du poids   | 20,97 m       | 8e            | 21 m        | 6e      |
| Jason van Rooyen | Lancer du poids   | 20,29 m       | 19e           | Éliminé     | Éliminé |
| Rocco van Rooyen | Lancer de javelot | 77,41 m       | 23e           | Éliminé     | Éliminé |

#### Femmes
| Athlète         | Épreuve     | 1er tour       | 1er tour    | Demi-finale | Demi-finale | Finale          | Finale   |
| Athlète         | Épreuve     | Temps          | Rang        | Temps       | Rang        | Temps           | Rang     |
| --------------- | ----------- | -------------- | ----------- | ----------- | ----------- | --------------- | -------- |
| Wenda Nel       | 400 m haies | 56 s 6         | 3e          | 56 s 35     | 7e          | Éliminée        | Éliminée |
| Dominique Scott | 5 000 m     | 15 min 13 s 94 | 13e         | Non disputé | Non disputé | Éliminée        | Éliminée |
| Dominique Scott | 10 000 m    | Non disputé    | Non disputé | Non disputé | Non disputé | 32 min 14 s 5   | 20e      |
| Gerda Steyn     | Marathon    | Non disputé    | Non disputé | Non disputé | Non disputé | 2 h 32 min 10 s | 15e      |
| Irvette van Zyl | Marathon    | Non disputé    | Non disputé | Non disputé | Non disputé | Abandon         |          |

| Athlètes       | Épreuve           | Qualification | Qualification | Finale      | Finale   |
| Athlètes       | Épreuve           | Performance   | Rang          | Performance | Rang     |
| -------------- | ----------------- | ------------- | ------------- | ----------- | -------- |
| Jo Ane van Dyk | Lancer de javelot | 57,69 m       | 24e           | Éliminée    | Éliminée |

### Aviron
| Athlète                                                     | Compétition                  | Séries        | Séries | Repêchages    | Repêchages | Demi-finales | Demi-finales | Finale                | Finale   |
| Athlète                                                     | Compétition                  | Temps         | Rang   | Temps         | Rang       | Temps        | Rang         | Temps                 | Rang     |
| ----------------------------------------------------------- | ---------------------------- | ------------- | ------ | ------------- | ---------- | ------------ | ------------ | --------------------- | -------- |
| Luc Daffarn Jake Green                                      | Deux sans barreur masculin   | 7 min 4 s 3   | 5e     | 6 min 57 s 1  | 4e         | Éliminés     | Éliminés     | Éliminés              | Éliminés |
| Lawrence Brittain Kyle Schoonbee John Smith Sandro Torrente | Quatre sans barreur masculin | 6 min 25 s 34 | 5e     | 6 min 30 s 34 | 6e         | Non disputé  | Non disputé  | Finale B 6 min 9 s 85 | 10e      |

### Cyclisme

#### Sur route
| Athlète          | Compétition      | Temps           | Rang |
| ---------------- | ---------------- | --------------- | ---- |
| Stefan de Bod    | Contre-la-montre | 57 min 57 s 10  | 14e  |
| Stefan de Bod    | Course en ligne  | 6 h 16 min 53 s | 52e  |
| Nicholas Dlamini | Course en ligne  | Abandon         | -    |
| Ryan Gibbons     | Course en ligne  | Abandon         |      |

| Athlète                | Compétition      | Temps           | Rang |
| ---------------------- | ---------------- | --------------- | ---- |
| Ashleigh Moolman-Pasio | Contre-la-montre | 32 min 37 s 60  | 8e   |
| Ashleigh Moolman-Pasio | Course en ligne  | 3 h 54 min 31 s | 13e  |
| Carla Oberholzer       | Course en ligne  | Abandon         |      |

#### Sur piste
| Athlète           | Compétition                 | Qualification | Qualification | 32ème de finale          | Repêchages 1                 | 16ème de finale          | Repêchages 2             | 8ème de finale           | Repêchages 3             | Quarts de finale         | Demi-finales             | Finale Match de classement | Finale Match de classement |
| Athlète           | Compétition                 | Temps Vitesse | Rang          | Adversaire Temps Vitesse | Adversaire Temps Vitesse     | Adversaire Temps Vitesse | Adversaire Temps Vitesse | Adversaire Temps Vitesse | Adversaire Temps Vitesse | Adversaire Temps Vitesse | Adversaire Temps Vitesse | Adversaire Temps Vitesse   | Rang                       |
| ----------------- | --------------------------- | ------------- | ------------- | ------------------------ | ---------------------------- | ------------------------ | ------------------------ | ------------------------ | ------------------------ | ------------------------ | ------------------------ | -------------------------- | -------------------------- |
| Jean Spies        | Vitesse individuelle hommes | 9 s 787       | 27e           | Éliminé                  | Éliminé                      | Éliminé                  | Éliminé                  | Éliminé                  | Éliminé                  | Éliminé                  | Éliminé                  | Éliminé                    | Éliminé                    |
| Charlene du Preez | Vitesse individuelle femmes | 10 s 974      | 22e           | Battue par Hinze         | Battue par McCulloch Verdugo | Éliminée                 | Éliminée                 | Éliminée                 | Éliminée                 | Éliminée                 | Éliminée                 | Éliminée                   | Éliminée                   |

| Athlète           | Compétition   | 1er tour | Repêchages | Quarts de finale | Demi-finales | Finale (1-6) ou classement (7-12) |
| Athlète           | Compétition   | Rang     | Rang       | Rang             | Rang         | Rang                              |
| ----------------- | ------------- | -------- | ---------- | ---------------- | ------------ | --------------------------------- |
| Jean Spies        | Keirin hommes | 5e       | 5e         | Éliminé          | Éliminé      | Éliminé                           |
| Charlene du Preez | Keirin femmes | 4e       | 5e         | Éliminée         | Éliminée     | Éliminée                          |

| Athlète     | Compétition   | Scratch | Scratch | Course tempo | Course tempo | Élimination | Élimination | Course aux points | Course aux points | Total | Rang |
| Athlète     | Compétition   | Rang    | Points  | Rang         | Points       | Rang        | Points      | Points            | Rang              | Total | Rang |
| ----------- | ------------- | ------- | ------- | ------------ | ------------ | ----------- | ----------- | ----------------- | ----------------- | ----- | ---- |
| David Maree | Omnium hommes | 20e     | 2       | 18e          | 6            | 15e         | 12          | -37               | 18e               | -17   | 19e  |

#### VTT
| Athlète       | Compétition | Temps           | Rang |
| ------------- | ----------- | --------------- | ---- |
| Alan Hatherly | Hommes      | 1 h 26 min 33 s | 8e   |
| Candice Lill  | Femmes      | 1 h 26 min 20 s | 24e  |

#### BMX
| Athlète      | Compétition | Quart de finale | Quart de finale | Demi-finale | Demi-finale | Finale   | Finale  |
| Athlète      | Compétition | Points          | Rang            | Points      | Rang        | Résultat | Rang    |
| ------------ | ----------- | --------------- | --------------- | ----------- | ----------- | -------- | ------- |
| Alex Limberg | Hommes      | 20              | 6e              | Éliminé     | Éliminé     | Éliminé  | Éliminé |

### Équitation
| Athlète       | Cheval   | Compétition       | Grand Prix                 | Grand Prix                 | Grand prix spécial         | Grand prix spécial         | Grand prix spécial         | Grand prix libre           | Grand prix libre           | Grand prix libre           | Total                      | Total                      |
| Athlète       | Cheval   | Compétition       | Score                      | Rang                       | Score                      | Total                      | Rang                       | Score                      | Total                      | Rang                       | Score                      | Rang                       |
| ------------- | -------- | ----------------- | -------------------------- | -------------------------- | -------------------------- | -------------------------- | -------------------------- | -------------------------- | -------------------------- | -------------------------- | -------------------------- | -------------------------- |
| Tanya Seymour | Ramoneur | Individuel femmes | Forfait le 21 juillet 2021 | Forfait le 21 juillet 2021 | Forfait le 21 juillet 2021 | Forfait le 21 juillet 2021 | Forfait le 21 juillet 2021 | Forfait le 21 juillet 2021 | Forfait le 21 juillet 2021 | Forfait le 21 juillet 2021 | Forfait le 21 juillet 2021 | Forfait le 21 juillet 2021 |

| Athlète                 | Cheval               | Compétition       | Dressage  | Dressage | Cross-country | Cross-country | Cross-country | Saut d'obstacles | Saut d'obstacles | Saut d'obstacles | Saut d'obstacles | Saut d'obstacles | Saut d'obstacles | Total     | Total   |
| Athlète                 | Cheval               | Compétition       | Dressage  | Dressage | Cross-country | Cross-country | Cross-country | Qualification    | Qualification    | Qualification    | Finale           | Finale           | Finale           | Total     | Total   |
| Athlète                 | Cheval               | Compétition       | Pénalités | Rang     | Pénalités     | Total         | Rang          | Pénalités        | Total            | Rang             | Pénalités        | Total            | Rang             | Pénalités | Rang    |
| ----------------------- | -------------------- | ----------------- | --------- | -------- | ------------- | ------------- | ------------- | ---------------- | ---------------- | ---------------- | ---------------- | ---------------- | ---------------- | --------- | ------- |
| Victoria Scott-Legendre | Valtho des Peupliers | Individuel femmes | 39,50     | 53e      | 19,80         | 59,30         | 34e           | Abandon          | Abandon          | Abandon          | Abandon          | Abandon          | Abandon          | Abandon   | Abandon |

### Escalade
| Athlète            | Compétition    | Qualification | Qualification | Qualification | Qualification | Qualification | Qualification | Qualification | Qualification | Finale          | Finale                     | Finale                            | Finale   | Finale   | Finale   | Finale     | Finale     | Finale   | Finale   |
| Athlète            | Compétition    | Vitesse       | Vitesse       | Bloc          | Bloc          | Difficulté    | Difficulté    | Total         | Total         | Vitesse         | Vitesse                    | Vitesse                           | Vitesse  | Bloc     | Bloc     | Difficulté | Difficulté | Total    | Total    |
| Athlète            | Compétition    | Points        | Class.        | Points        | Class.        | Points        | Class.        | Points        | Class.        | Quart de finale | Demi-finale Classement 5-8 | Finale 3e place 5e place 7e place | Class.   | Points   | Class.   | Points     | Class.     | Points   | Class.   |
| ------------------ | -------------- | ------------- | ------------- | ------------- | ------------- | ------------- | ------------- | ------------- | ------------- | --------------- | -------------------------- | --------------------------------- | -------- | -------- | -------- | ---------- | ---------- | -------- | -------- |
| Christopher Cosser | Combiné hommes | 6,48          | 9e            | 0T2z 0 15     | 16e           | 29            | 10e           | 1440,00       | 16e           | Éliminé         | Éliminé                    | Éliminé                           | Éliminé  | Éliminé  | Éliminé  | Éliminé    | Éliminé    | Éliminé  | Éliminé  |
| Erin Sterkenburg   | Combiné femmes | 11,10         | 20e           | 0T1z 0 1      | 17e           | 7+            | 20e           | 6800,00       | 20e           | Éliminée        | Éliminée                   | Éliminée                          | Éliminée | Éliminée | Éliminée | Éliminée   | Éliminée   | Éliminée | Éliminée |

### Football
| Compétition      | Phase de groupe   | Phase de groupe    | Phase de groupe     | Phase de groupe | Quart de finale  | Demi-finale      | Finale / MB      | Finale / MB |
| Compétition      | Adversaire Score  | Adversaire Score   | Adversaire Score    | Rang            | Adversaire Score | Adversaire Score | Adversaire Score | Rang        |
| ---------------- | ----------------- | ------------------ | ------------------- | --------------- | ---------------- | ---------------- | ---------------- | ----------- |
| Tournoi masculin | Japon Défaite 0–1 | France Défaite 3-4 | Mexique Défaite 0-3 | 4e              | Éliminés         | Éliminés         | Éliminés         | Éliminés    |

### Golf
| Athlète                 | Compétition       | Scores | Scores | Scores | Scores | Total    | Rang |
| Athlète                 | Compétition       | Jour 1 | Jour 2 | Jour 3 | Jour 4 | Total    | Rang |
| ----------------------- | ----------------- | ------ | ------ | ------ | ------ | -------- | ---- |
| Christiaan Bezuidenhout | Épreuve masculine | 68     | 70     | 68     | 67     | 267 (-7) | 16e  |
| Garrick Higgo           | Épreuve masculine | 71     | 71     | 70     | 72     | 284 (E)  | 53e  |

### Gymnastique

#### Artistique
| Athlète            | Compétition      | Qualifications | Qualifications | Qualifications      | Qualifications | Qualifications | Qualifications | Finale   | Finale   | Finale              | Finale   | Finale   | Finale   |
| Athlète            | Compétition      | Appareil       | Appareil       | Appareil            | Appareil       | Total          | Rang           | Appareil | Appareil | Appareil            | Appareil | Total    | Rang     |
| Athlète            | Compétition      | Sol            | Saut           | Barres asymétriques | Poutre         | Total          | Rang           | Sol      | Saut     | Barres asymétriques | Poutre   | Total    | Rang     |
| ------------------ | ---------------- | -------------- | -------------- | ------------------- | -------------- | -------------- | -------------- | -------- | -------- | ------------------- | -------- | -------- | -------- |
| Naveen Daries      | Concours général | 11,766         | 13,300         | 12,366              | 8,933          | 46,365         | 76e            | Éliminée | Éliminée | Éliminée            | Éliminée | Éliminée | Éliminée |
| Caitlin Rooskrantz | Concours général | 11,633         | 12,800         | 13,300              | 12,200         | 49,933         | 61e            | Éliminée | Éliminée | Éliminée            | Éliminée | Éliminée | Éliminée |

### Hockey sur gazon
| Compétition      | Phase de groupe             | Phase de groupe             | Phase de groupe      | Phase de groupe        | Phase de groupe  | Phase de groupe | Quart de finale  | Demi-finale      | Finale / MB      | Finale / MB |
| Compétition      | Adversaire Score            | Adversaire Score            | Adversaire Score     | Adversaire Score       | Adversaire Score | Rang            | Adversaire Score | Adversaire Score | Adversaire Score | Rang        |
| ---------------- | --------------------------- | --------------------------- | -------------------- | ---------------------- | ---------------- | --------------- | ---------------- | ---------------- | ---------------- | ----------- |
| Tournoi masculin | Grande-Bretagne Défaite 1-3 | Pays-Bas Défaite 3-5        | Belgique Défaite 4-9 | Allemagne Victoire 4-3 | Canada Nul 4-4   | 5e              | Éliminés         | Éliminés         | Éliminés         | 10e         |
| Tournoi féminin  | Irlande Défaite 0-2         | Grande-Bretagne Défaite 1-4 | Pays-Bas Défaite 0-5 | Allemagne Défaite 1-4  | Inde Défaite 3-4 | 6e              | Éliminées        | Éliminées        | Éliminées        | 12e         |

### Judo
| Athlète           | Compétition    | 1er tour               | 2e tour             | Quart de finale     | Demi-finale         | Repêchage 1         | Repêchage 2         | Finale              | Rang |
| Athlète           | Compétition    | Adversaire Résultat    | Adversaire Résultat | Adversaire Résultat | Adversaire Résultat | Adversaire Résultat | Adversaire Résultat | Adversaire Résultat | Rang |
| ----------------- | -------------- | ---------------------- | ------------------- | ------------------- | ------------------- | ------------------- | ------------------- | ------------------- | ---- |
| Geronay Whitebooi | Moins de 48 kg | Pareto Défaite 001-100 | Éliminée            | Éliminée            | Éliminée            | Éliminée            | Éliminée            | Éliminée            | 17e  |

### Natation
| Athlète         | Épreuve            | Séries        | Séries      | Demi-finales  | Demi-finales | Finale            | Finale  |
| Athlète         | Épreuve            | Temps         | Rang        | Temps         | Rang         | Temps             | Rang    |
| --------------- | ------------------ | ------------- | ----------- | ------------- | ------------ | ----------------- | ------- |
| Martin Binedell | 200 m dos          | 1 min 58 s 47 | 21e         | Éliminé       | Éliminé      | Éliminé           | Éliminé |
| Pieter Coetze   | 100 m dos          | 54 s 5        | 24e         | Éliminé       | Éliminé      | Éliminé           | Éliminé |
| Ethan du Preez  | 200 m papillon     | 1 min 58 s 50 | 30e         | Éliminé       | Éliminé      | Éliminé           | Éliminé |
| Michael Houlie  | 100 m brasse       | 1 min 1 s 22  | 37e         | Éliminé       | Éliminé      | Éliminé           | Éliminé |
| Chad le Clos    | 100 m papillon     | 51 s 89       | 18e         | Éliminé       | Éliminé      | Éliminé           | Éliminé |
| Chad le Clos    | 200 m papillon     | 1 min 55 s 96 | 16e         | 1 min 55 s 6  | 3e           | 1 min 54 s 93     | 5e      |
| Matthew Sates   | 100 m papillon     | 52 s 34       | 32e         | Éliminé       | Éliminé      | Éliminé           | Éliminé |
| Matthew Sates   | 200 m papillon     | 1 min 58 s 8  | 15e         | 1 min 58 s 75 | 14e          | Éliminé           | Éliminé |
| Brad Tandy      | 50 m nage libre    | 22 s 22       | 24e         | Éliminé       | Éliminé      | Éliminé           | Éliminé |
| Michael McGlynn | 10 km en eau libre | Non disputé   | Non disputé | Non disputé   | Non disputé  | 1 h 51 min 32 s 7 | 8e      |

| Athlète                                                        | Épreuve              | Séries               | Séries      | Demi-finales  | Demi-finales | Finale           | Finale                             |
| Athlète                                                        | Épreuve              | Temps                | Rang        | Temps         | Rang         | Temps            | Rang                               |
| -------------------------------------------------------------- | -------------------- | -------------------- | ----------- | ------------- | ------------ | ---------------- | ---------------------------------- |
| Emma Chelius                                                   | 50 m nage libre      | 24 s 65              | 11e         | 24 s 64       | 13e          | Éliminée         | Éliminée                           |
| Kaylene Corbett                                                | 200 m brasse         | 2 min 22 s 48        | 4e          | 2 min 22 s 8  | 4e           | 2 min 22 s 6     | 5e                                 |
| Erin Gallagher                                                 | 100 m papillon       | 59 s 69              | 26e         | Éliminée      | Éliminée     | Éliminée         | Éliminée                           |
| Erin Gallagher                                                 | 100 m nage libre     | 54 s 75              | 25e         | Éliminée      | Éliminée     | Éliminée         | Éliminée                           |
| Rebecca Meder                                                  | 200 m 4 nages        | 2 min 14 s 79        | 23e         | Éliminée      | Éliminée     | Éliminée         | Éliminée                           |
| Tatjana Schoenmaker                                            | 100 m brasse         | 1 min 4 s 82 OR, AF  | 1re         | 1 min 5 s 7   | 1re          | 1 min 5 s 22     | Médaille d'argent, Jeux olympiques |
| Tatjana Schoenmaker                                            | 200 m brasse         | 2 min 19 s 16 OR, AF | 1re         | 2 min 19 s 33 | 1re          | 2 min 18 s 33    | · WR                               |
| Aimee Canny Duné Coetzee Erin Gallagher Rebecca Meder          | 4 × 100 m nage libre | 8 min 1 s 56         | 11e         | Non disputé   | Non disputé  | Éliminées        | Éliminées                          |
| Aimee Canny Erin Gallagher Tatjana Schoenmaker Mariella Venter | 4 × 100 m 4 nages    | 4 min 3 s 2          | 14e         | Non disputé   | Non disputé  | Éliminées        | Éliminées                          |
| Michelle Weber                                                 | 10 km en eau libre   | Non disputé          | Non disputé | Non disputé   | Non disputé  | 2 h 6 min 56 s 5 | 21e                                |

### Natation synchronisée
| Athlètes                          | Compétition | Programme technique | Programme technique | Programme libre (qualifications) | Programme libre (qualifications) | Programme libre (qualifications) | Programme libre (finale) | Programme libre (finale)  | Programme libre (finale) |
| Athlètes                          | Compétition | Points              | Rang                | Points                           | Total (technique + libre)        | Rang                             | Points                   | Total (technique + libre) | Rang                     |
| --------------------------------- | ----------- | ------------------- | ------------------- | -------------------------------- | -------------------------------- | -------------------------------- | ------------------------ | ------------------------- | ------------------------ |
| Clarissa Johnston Laura Strugnell | Duo         | 70,9099             | 21e                 | 72,1667                          | 143,0766                         | 21e                              | Non qualifiées           | Non qualifiées            | Non qualifiées           |

### Plongeon
| Athlète        | Compétition     | Éliminatoires | Éliminatoires | Demi-finale | Demi-finale | Finale   | Finale   |
| Athlète        | Compétition     | Points        | Rang          | Points      | Rang        | Points   | Rang     |
| -------------- | --------------- | ------------- | ------------- | ----------- | ----------- | -------- | -------- |
| Micaela Bouter | 3 mètres femmes | 216,15        | 26e           | Éliminée    | Éliminée    | Éliminée | Éliminée |
| Julia Vincent  | 3 mètres femmes | 228,90        | 25e           | Éliminée    | Éliminée    | Éliminée | Éliminée |

### Rugby à sept
| Compétition      | Phase de groupe        | Phase de groupe     | Phase de groupe           | Phase de groupe | Quart de finale / MC    | Demi-finale / MC         | Finale / 3e / MC         | Finale / 3e / MC |
| Compétition      | Adversaire Score       | Opposition Score    | Opposition Score          | Rang            | Opposition Score        | Opposition Score         | Opposition Score         | Rang             |
| ---------------- | ---------------------- | ------------------- | ------------------------- | --------------- | ----------------------- | ------------------------ | ------------------------ | ---------------- |
| Tournoi masculin | Irlande Victoire 33-14 | Kenya Victoire 14-5 | États-Unis Victoire 17-12 | 1er             | Argentine Défaite 14-19 | Australie Victoire 22-19 | États-Unis Victoire 28-7 | 5e               |

### Skateboard
| Athlète            | Compétition   | Rounds               | Rounds               | Finale               | Finale               |
| Athlète            | Compétition   | Points               | Rang                 | Points               | Rang                 |
| ------------------ | ------------- | -------------------- | -------------------- | -------------------- | -------------------- |
| Dallas Oberholtzer | Park hommes   | 24,08                | 20e                  | Éliminé              | Éliminé              |
| Brandon Valjalo    | Street hommes | 16,41                | 18e                  | Éliminé              | Éliminé              |
| Melissa Williams   | Park femmes   | 8,30                 | 20e                  | Éliminée             | Éliminée             |
| Boipelo Awuah      | Street femmes | Forfait sur blessure | Forfait sur blessure | Forfait sur blessure | Forfait sur blessure |

### Surf
| Athlète          | Compétition | Round 1  | Round 1 | Round 2  | Round 2 | Round 3                        | Quart de finale              | Demi-finale                 | Finale / 3e place          | Finale / 3e place                  |
| Athlète          | Compétition | Résultat | Rang    | Résultat | Rang    | Résultat                       | Résultat                     | Résultat                    | Résultat                   | Classement                         |
| ---------------- | ----------- | -------- | ------- | -------- | ------- | ------------------------------ | ---------------------------- | --------------------------- | -------------------------- | ---------------------------------- |
| Bianca Buitendag | Femmes      | 11,44    | 3e      | 10,40    | 2e      | Gilmore Victoire 13,93 - 10,00 | Hopkins Victoire 9,50 - 5,46 | Marks Victoire 11,00 - 3,67 | Moore Défaite 8,46 - 14,93 | Médaille d'argent, Jeux olympiques |

### Triathlon
| Athlètes         | Compétition | Natation (1,5 km) | Transition 1 | Vélo (40 km)    | Transition 2    | Course (10 km)  | Temps           | Résultat        |
| ---------------- | ----------- | ----------------- | ------------ | --------------- | --------------- | --------------- | --------------- | --------------- |
| Henri Schoeman   | Hommes      | 17 min 55 s       | 45 s         | 56 min 41 s     | 28 s            | Abandon         | Abandon         | Abandon         |
| Simone Ackermann | Femmes      | 19 min 8 s        | 45 s         | 1 h 3 min 17 s  | 34 s            | 37 min 40 s     | 2 h 1 min 14 s  | 17e             |
| Gillian Sanders  | Femmes      | 20 min 18 s       | 45 s         | Concède un tour | Concède un tour | Concède un tour | Concède un tour | Concède un tour |

### Voile
| Athlète                     | Compétition | Régate | Régate | Régate | Régate | Régate | Régate | Régate | Régate | Régate | Régate | Régate       | Régate       | Régate   | Total net | Rang final |
| Athlète                     | Compétition | 1      | 2      | 3      | 4      | 5      | 6      | 7      | 8      | 9      | 10     | 11           | 12           | CM       | Total net | Rang final |
| --------------------------- | ----------- | ------ | ------ | ------ | ------ | ------ | ------ | ------ | ------ | ------ | ------ | ------------ | ------------ | -------- | --------- | ---------- |
| Leo Davis                   | Finn hommes | 17     | 19     | 19     | 19     | 18     | 19     | 12     | 18     | 18     | 19     | Non qualifié | Non qualifié | Éliminé  | 159       | 19e        |
| Alex Burger Benjamin Talbot | 49er hommes | 13     | 15     | 18     | 17     | 17     | 14     | 12     | 13     | 17     | 10     | 19           | 17           | Éliminés | 163       | 19e        |

### Water-polo
| Compétition      | Phase de groupe      | Phase de groupe         | Phase de groupe       | Phase de groupe        | Phase de groupe    | Phase de groupe | Quart de finale  | Demi-finale      | Finale / 3e place | Finale / 3e place |
| Compétition      | Adversaire Score     | Adversaire Score        | Adversaire Score      | Adversaire Score       | Adversaire Score   | Rang            | Adversaire Score | Adversaire Score | Adversaire Score  | Rang              |
| ---------------- | -------------------- | ----------------------- | --------------------- | ---------------------- | ------------------ | --------------- | ---------------- | ---------------- | ----------------- | ----------------- |
| Tournoi masculin | Italie Défaite 2-21  | États-Unis Défaite 3-20 | Hongrie Défaite 1-23  | Grèce Défaite 5-28     | Japon Défaite 9-24 | 6e              | Éliminés         | Éliminés         | Éliminés          | Éliminés          |
| Tournoi féminin  | Espagne Défaite 4-29 | Canada Défaite 1-21     | Pays-Bas Défaite 1-31 | Australie Défaite 1-14 | Exempt             | 5e              | Éliminées        | Éliminées        | Éliminées         | Éliminées         |